# Butteri (Fattori)
Butteri è un dipinto di Giovanni Fattori (1825-1908), firmato e datato 1893; è conservato a Livorno al Museo civico Giovanni Fattori.

## Storia
Sono noti altri due dipinti di Fattori, sullo stesso soggetto: Butteri e mandrie in Maremma del 1894, e Conduttori di mandrie del 1894. Sono segnalati inoltre tre disegni preparatori di questo quadro: uno è alla Galleria degli Uffizi e gli altri due sono conservati al Museo civico Giovanni Fattori di Livorno.
Una Testa di buttero - un vero ritratto - è stata esposta a Firenze, in occasione della Mostra Giovanni Fattori, nel 1987. 
Il formato di questo dipinto rappresenta la massima grandezza che si poteva allora ottenere dal tessuto in tela. Alcune battaglie e Mercato a San Godenzo di Fattori, hanno all'incirca identiche dimensioni.  
Questo dipinto fu esposto alla Biennale di Venezia del 1903, alla I Biennale di Roma nel 1921, alla mostra Giovanni Fattori di Livorno nel 1953, alla mostra di Firenze I macchiaioli nel 1976 e alla mostra Il lavoro dell'uomo da Goya a Kandinskij in Vaticano, Braccio di Carlo Magno, dicembre 1991-marzo 1992.
Inoltre il dipinto "Butteri" di Giovanni Fattori è un'opera emblematica del movimento dei macchiaioli, attivo nell'Italia dell'Ottocento. Realizzato nel 1893, l'opera rappresenta una scena di vita quotidiana rurale, enfatizzando la figura dei butteri, pastori a cavallo che gestivano il bestiame nelle regioni rurali italiane, in particolare nella Maremma toscana.

## Descrizione
La composizione dell'opera è dominata da una resa atmosferica e dinamica. I butteri sono rappresentati al centro della scena, in primo piano, mentre il loro bestiame si disperde sullo sfondo. Fattori utilizza la tecnica della macchia, caratteristica distintiva del movimento macchiaiolo, per creare un effetto di spontaneità e immediatezza nella rappresentazione. I colori sono vibranti e contrastanti, con pennellate rapide e decise che suggeriscono il movimento e la vita intensa della scena rurale.
In questo dipinto la tavolozza di Fattori è una monotonia di grigi giallognoli. I contorni delle figure sono segnati da una linea grigia più scura: un segno sottile ma forte, che appare quasi inciso nella tela. L'occhio si placa nel lontano spicchio del mare, appena stemperato di pallido azzurro, con una piccola vela rosata. Tre sono i butteri: il primo è l'anziano, di fronte, in primo piano, con fluente barba bianca; il secondo è di spalle e l'altro cavalca in lontananza. Sono tre macchie scure e imponenti, sopra un groviglio di sterpi che spuntano da sabbie pestate e scomposte, dentro una disordinata sequenza di teste, di corna, di code, di fianchi dei bovini bianchi irrequieti.

## Interpretazione dei Temi e dei Simboli
Il dipinto "Butteri" di Fattori offre una riflessione sulla vita e sul lavoro dei contadini e dei pastori nell'Italia dell'Ottocento. La figura dei butteri, con i loro cavalli e il bestiame, simboleggia la durezza e la bellezza della vita rurale, evidenziando la relazione profonda tra l'uomo e la natura. La loro presenza al centro dell'opera suggerisce anche un senso di orgoglio e di identità legato alla tradizione e alla cultura locali.

## Riflessioni sull'Impatto Sociale e Storico + Bibliografia
- Dal punto di vista storico e sociale, il dipinto "Butteri" di Fattori testimonia la trasformazione dell'Italia rurale durante il XIX secolo, segnata dalla modernizzazione agricola e dall'industrializzazione. La rappresentazione dei butteri come figure eroiche e pittoresche riflette anche l'interesse crescente per il folklore e la cultura popolare nell'arte dell'epoca.
- Giuseppe Morello (a cura di), Il lavoro dell'uomo da Goya a Kandinskij, Milano, Fabbri Editori, 1991, pp. 148-149 e 316.
- Emilia Baratta, Museo civico Giovanni Fattori, Livorno, Comune di Livorno, 2014.